# كارتر كوفنغتون
كارتر كوفنغتون (بالإنجليزية: Carter Covington)‏ هو كاتب سيناريو أمريكي، ولد في 21 يونيو 1973.

## وصلات خارجية
- كارتر كوفنغتون على موقع IMDb (الإنجليزية)
- كارتر كوفنغتون على موقع ألو سيني (الفرنسية)